# Van Cliburn
Harvey Lavan "Van" Cliburn Jr. (/ ˈklaɪbɜːrn /; ngày 12 tháng 7 năm 1934 – 27 tháng 2 năm 2013) là một nghệ sĩ dương cầm người Mỹ. Khi ở tuổi 23, ông đã đạt được sự công nhận trên toàn thế giới khi đoạt giải nhất Cuộc thi quốc tế Tchaikovsky được tổ chức ở Moskva vào năm 1958 (trong thời Chiến tranh Lạnh).
Mẹ của Cliburn, một giáo viên dạy piano và một nghệ sĩ dương cầm xuất sắc, phát hiện ra ông đang bắt chước một trong những học sinh của mình khi mới 3 tuổi. Bà đã sắp xếp để Cliburn bắt đầu tham gia các bài học. Ông đã phát triển một giai điệu phong phú, tròn âm và tiếng đàn như giọng hát, từ lúc được dạy từ lúc bắt đầu để hát từng bản nhạc.
Cliburn lưu diễn cả trong và ngoài nước. Ông chơi cho hoàng gia, người đứng đầu của các tiểu bang, và tất cả các tổng thống Mỹ từ thời Harry S. Truman cho tới Barack Obama.

## Cuộc đời và sự nghiệp

### Những năm đầu đời
Cliburn được sinh ra ở Shreveport, Louisiana, là con trai của Rildia Bee (nhũ danh O'Bryan) và Harvey Lavan Cliburn Sr. Năm ba tuổi, ông bắt đầu học những bài học piano từ mẹ, người từng theo học Arthur Friedheim, một học trò của Franz Liszt. Khi Cliburn lên sáu, cha của ông, người làm việc trong ngành công nghiệp dầu mỏ, đã chuyển gia đình đến Kilgore, Texas gần Longview.
Ở tuổi 12, ông đã thắng được một cuộc thi piano toàn tiểu bang, cho phép ông ra mắt với Dàn nhạc Giao hưởng Houston. Ông bước vào trường Juilliard ở thành phố New York khi ở tuổi mười bảy  và theo học Rosina Lhévinne,, người đã dạy ông nhạc của những tác giả lãng mạn lâu đời và vĩ đại của Nga. Ở tuổi hai mươi, Cliburn giành giải thưởng Leventritt  và ra mắt tại Đại sảnh Carnegie.

### Moskva, Nga

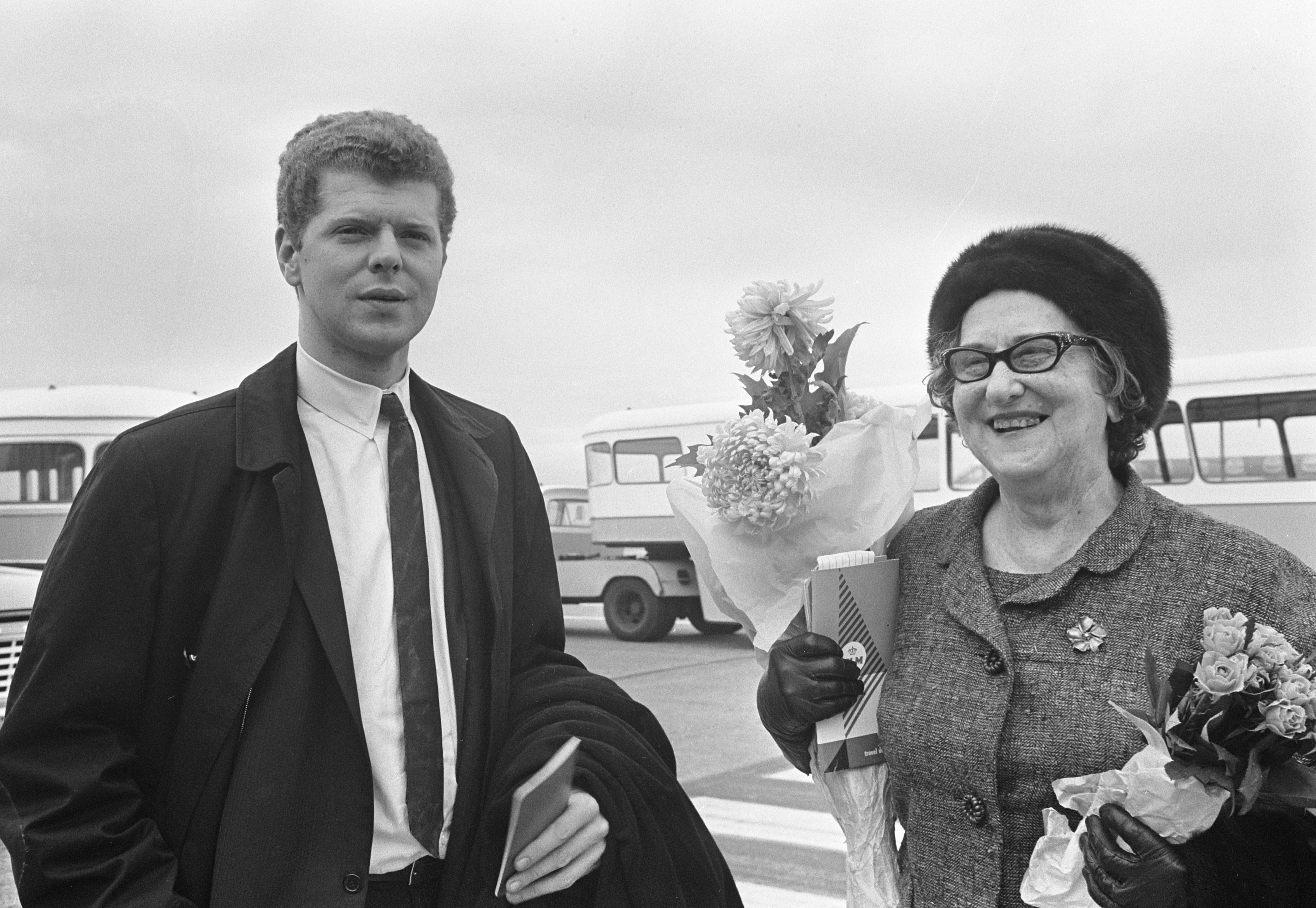
Van Cliburn cùng mẹ ở Hà Lan năm 1966

Sự công nhận ở Moskva đã đẩy danh tiếng Cliburn lên tầm quốc tế. Cuộc thi Piano Tchaikovsky Quốc tế đầu tiên vào năm 1958 là một sự kiện được lên kế hoạch nhằm chứng minh sự vượt trội văn hóa của Liên Xô trong Chiến tranh Lạnh, sau chiến thắng về công nghệ của Liên Xô với việc phóng vệ tinh Sputnik vào tháng 10 năm 1957. Màn trình diễn của Cliburn tại đêm chung kết cuộc thi cho 2 tác phẩm Piano Concerto No. 1 của Tchaikovsky và Bản Piano concerto số 3 của Rachmaninoff vào ngày 13 tháng 4 đã nhận được tràng vỗ tay nhiệt liệt kéo dài tám phút. Khi đã đến lúc công bố người chiến thắng, các giám khảo bắt buộc phải xin phép lãnh đạo Liên Xô bấy giờ Nikita Khrushchev về việc trao giải nhất cho một người Mỹ. "Anh ấy là người giỏi nhất?" Khrushchev hỏi. "Thế thì trao giải cho anh ta!"  Cliburn trở về nhà trong một cuộc diễu hành băng điện báo ở thành phố New York, ông là người chơi nhạc cổ điển duy nhất có vinh dự này. Đến tòa thị chính sau cuộc diễu hành, Cliburn nói với khán giả:
Tôi sẽ biết ơn hơn bao giờ hết nếu biết rằng bạn đang tôn vinh tôi, nhưng điều khiến tôi phấn khích nhất là bạn đang tôn vinh âm nhạc cổ điển. Bởi vì tôi chỉ là một trong nhiều người. Tôi chỉ là một nhân chứng và một sứ giả. Bởi vì tôi tin tưởng rất nhiều vào cái đẹp, kiến trúc, tầm quan trọng của tất cả các thế hệ, cho những người trẻ tuổi qua đó sẽ giúp mở mang tâm trí, phát triển thái độ của họ, và cho những họ giá trị. Đó là lý do tại sao tôi rất biết ơn vì bạn đã tôn vinh tôi trong tinh thần đó. 
Một bài báo trong tạp chí Time tuyên bố Cliburn là "Người Texas đã chinh phục nước Nga". Ông cũng có mặt trên bìa tạp chí này.

### Thành công
Khi trở về Hoa Kỳ, Cliburn biểu diễn trong một buổi hòa nhạc tại Đại sảnh Carnegie cùng với Dàn nhạc giao hưởng, được chỉ huy bởi Kirill Kondrashin, cũng chính là người đã chỉ huy Dàn nhạc giao hưởng Moskva trong màn trình diễn đoạt giải ở Moskva. Phần trình diễn cho bản Piano Concerto thứ 3 của Rachmaninoff tại buổi hòa nhạc này sau đó được phát hành bởi RCA Victor trên đĩa than. Cliburn cũng được Steve Allen mời chơi một bản solo trong bộ phim truyền hình NBC của Allen vào ngày 25 tháng 5 năm 1958.
RCA Victor đã ký hợp đồng độc quyền với ông, và bản thu âm tiếp theo của ông cho Piano Concerto số 1 của Tchaikovsky đã giành giải Grammy năm 1958 cho màn trình diễn cổ điển xuất sắc nhất. Nó cũng được chứng nhận một đĩa vàng vào năm 1961, và nó đã trở thành album cổ điển đầu tiên có đĩa bạch kim, vào năm 1989. Đây là album cổ điển bán chạy nhất trên thế giới trong hơn một thập kỷ qua, cuối cùng cũng giành ba lần đĩa bạch kim. Vào năm 2004, bản thu âm này đã được làm lại từ các băng tương tự của studio gốc và phát hành trên đĩa super CD.
Các bản nhạc tiêu chuẩn khác của Cliburn được thu âm bao gồm bản Piano Concerto của Schumann trong vở nhạc kịch nhỏ, Piano Concerto cung A thứ của Grieg, Piano Concerto số 2 của Rachmaninoff, Piano Concerto số 4 và số 5 "Hoàng đế" của Beethoven, và bản Concerto Piano số 3 của Prokofiev.
Năm 1958, trong một bữa tối được tổ chức bởi Hội Giáo viên Piano Quốc gia, Chủ tịch và Nhà sáng lập Tiến sĩ Irl Allison đã công bố giải thưởng tiền mặt trị giá 10.000 đô la để sử dụng cho cuộc thi piano với tên Van Cliburn. Dưới sự lãnh đạo của Grace Ward Lankford và với những nỗ lực tận tâm của các giáo viên và tình nguyện viên âm nhạc địa phương, Cuộc thi Piano Quốc tế Clibur được tổ chức lần đầu tiên tại Đại học Texas Christian ngày 24 tháng 9 đến ngày 7 tháng 10 năm 1962. Cho đến khi ông qua đời, Cliburn tiếp tục làm Giám đốc danh dự cho Quỹ Van Cliburn, với tư cách là chủ tịch của cuộc thi bốn năm một lần và các chương trình khác nằm tôn vinh di sản của ông.
Năm 1961, lần đầu tiên ông biểu diễn lúc trại hè tại Trung tâm Nghệ thuật Interlochen. Ông tiếp tục biểu diễn như vậy trong mười tám năm nữa. Chuyến thăm cuối cùng của ông đến trường là vào năm 2006.
Cliburn trở lại Liên Xô cũ vài lần. Những màn trình diễn của ông thường được ghi lại và thậm chí được truyền hình. Trong một sự xuất hiện năm 1962 ở Moskva, Nikita Khrushchev, người đã gặp Van Cliburn một lần nữa trong chuyến thăm này, và Andrei Gromyko, Ngoại trưởng Liên Xô, được "tìm ra trong đám khán giả đang vỗ tay nhiệt tình". Theo The Wall Street Journal, "Tình cảm của ông Cliburn đối với người Liên Xô - và của họ đối với ông ấy - có một sự ấm áp đáng chú ý dù trong thời lỳ căng thẳng giữa hai siêu cường."  Buổi biểu diễn hòa nhạc năm 1972 của bản Concerto piano số 2 của Brahms với Kondrashin và dàn nhạc Moskva, cũng như một bản thu âm Rhapsody trên chủ đề Paganini của Rachmaninoff, sau này được phát hành trên đĩa CD của RCA Victor.
Vào ngày 26 tháng 5 năm 1972, Cliburn đã tổ chức một buổi hòa nhạc tại Spaso House, nơi cư trú của Đại sứ Hoa Kỳ tại Nga, cho các khán giả bao gồm Tổng thống Richard Nixon, Ngoại trưởng William P. Rogers và các quan chức chính phủ Liên Xô.